# Floella Benjamin
Floella Karen Yunies Benjamin (née le 23 septembre 1949 ) est une actrice, auteure, femme d'affaires, femme politique, présentatrice et chanteuse trinidado-britannique. Elle est connue comme présentatrice d'émissions pour enfants telles que Play School, Play Away et Fast Forward. Le 28 juin 2010, Lady Benjamin est présentée à la Chambre des lords comme pair à vie nommée par les libéraux-démocrates.

## Jeunesse
Benjamin est née à Pointe-à-Pierre, Trinité-et-Tobago, et a trois frères et deux sœurs .
Lorsque son père, « un policier et un musicien de jazz talentueux »  décide d'émigrer en Grande-Bretagne, les enfants sont confiés à des amis de la famille. En 1960, les enfants le rejoignent à Beckenham, Kent. Elle évoque les expériences racistes qu'elle a vécues en arrivant en Grande-Bretagne en tant qu'immigrante .
Après avoir quitté l'école pour travailler dans une banque, elle étudie pour obtenir un A-level à l'école du soir . Après un passage en tant qu'actrice de théâtre dans des comédies musicales du West End, elle commence à présenter des programmes télévisés pour enfants en 1976, notamment Play School pour la BBC.

## Divertissement

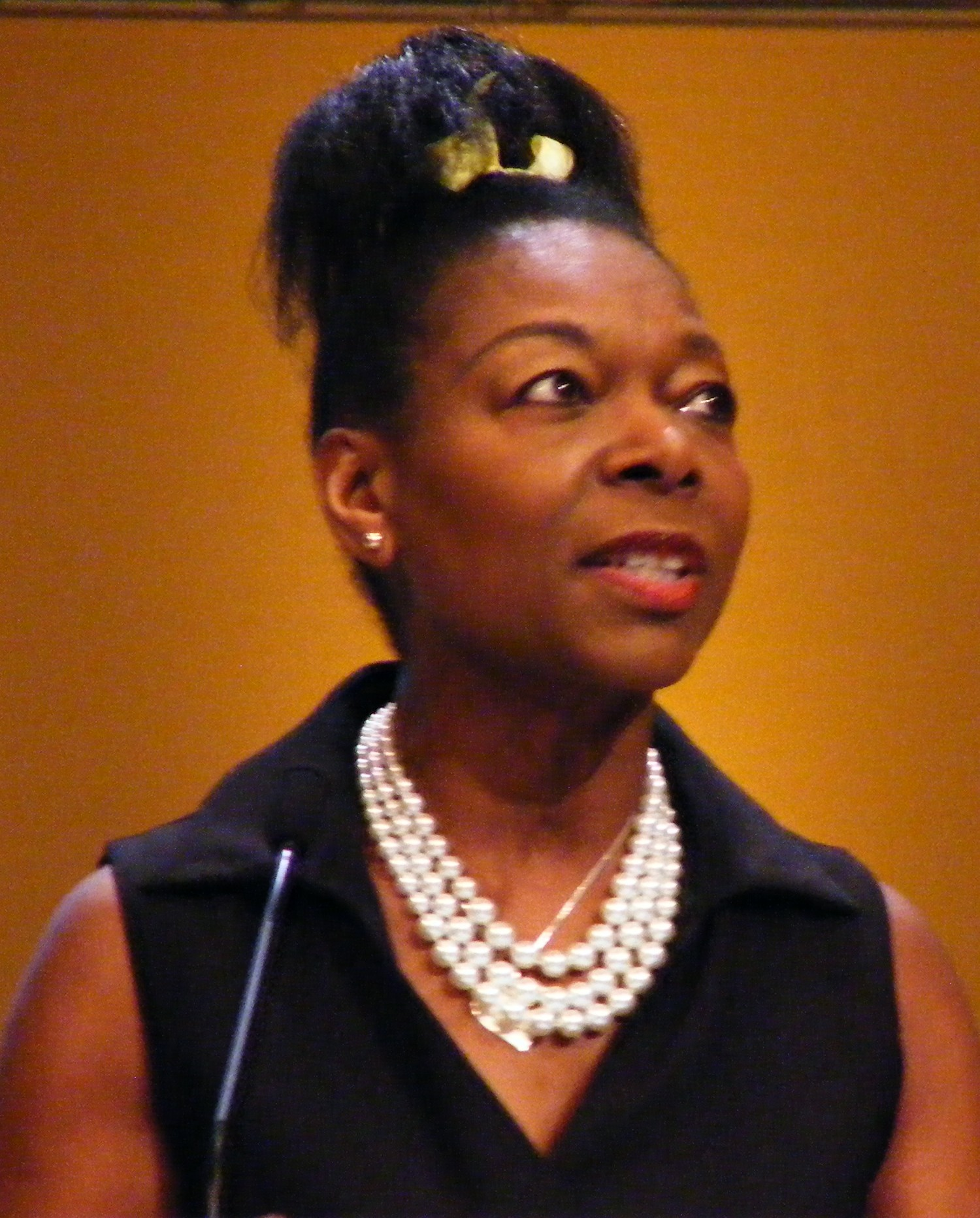
Floella Benjamin in 2009

Benjamin apparaît dans Hair, Jesus Christ Superstar, The Black Mikado et The Husband-In-Law, ainsi que plusieurs pantomimes. À l'écran, elle apparait dans le film d'horreur de 1975 Evil Baby et joue dans le film Black Joy en 1977. A la télévision, elle joue dans Angels, Within These Walls, Crown Court, The Gentle Touch et Dixon of Dock Green. Elle est Juniper dans le premier épisode de Bergerac (1981).
Benjamin lit deux histoires pour la série du magazine Story Teller (1983 et 1984). Elle est directrice générale de Floella Benjamin Productions Ltd, qui produit des programmes de télévision depuis 1987 et est dissoute en 2014 . Elle assure le travail vocal des clips d'information du Video Standards Council "U" et "PG". En 2006, elle apparaît dans un épisode de The Line of Beauty.
Entre 2007 et 2011, elle joue le rôle principal dans le spin-off de Doctor Who The Sarah Jane Adventures en tant que professeur Rivers de l'Institut Pharos dans les histoires The Lost Boy, The Day of the Clown, The Eternity Trap et Sky. Elle narre également trois documentaires "making-of" sur le coffret DVD de Doctor Who The Black Guardian Trilogy . En 2007, elle joue un petit rôle dans la comédie britannique Run Fatboy Run.
Elle est la chanteuse d'un groupe de rock et de blues Damn Right I Got The Blues, et dit : "Quand je chante, je suis dans mon élément." .

## Publications
Le 20e livre de Benjamin, un mémoire, Coming to England, sur le déménagement de Trinidad, est publié en 1997, et est maintenant utilisé pour enseigner l'histoire moderne aux jeunes. Il est adapté en téléfilm par CBBC en 2005.
Elle a également publié Floella's Fun Book, Why the Agouti Has No Tail, Caribbean Cookery et Snotty and the Rod of Power . Beaucoup de ses titres sont destinés aux enfants et au développement  .

## Honneurs et charges

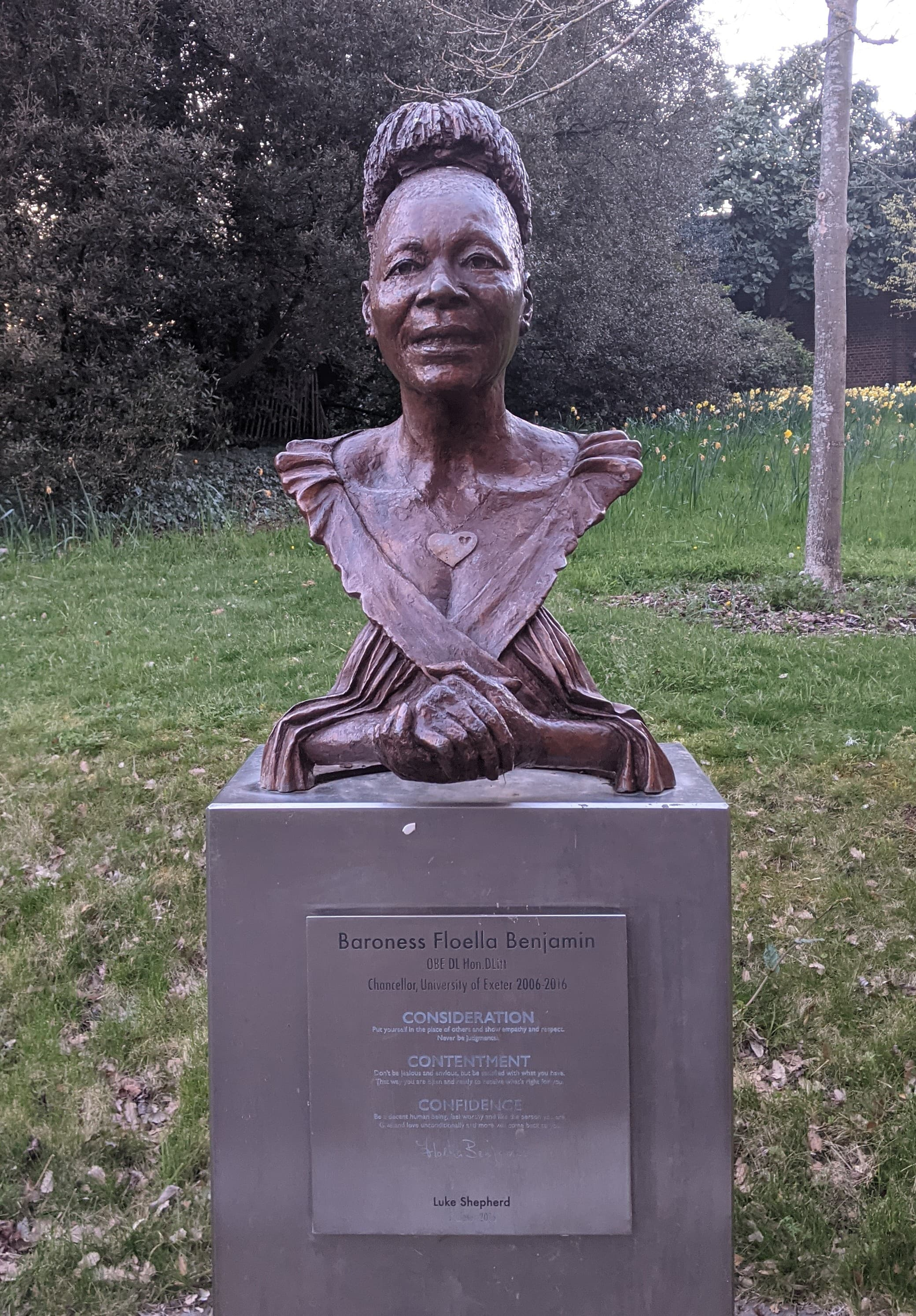
Statue de Floella Benjamin à l'extérieur de la guilde des étudiants de l'Université d'Exeter. Artiste : Luke Shepherd

Benjamin est nommée Officier de l'Ordre de l'Empire britannique (OBE) pour services rendus à la radiodiffusion lors des Honneurs du Nouvel An 2001. À cette époque, elle est présidente de la British Academy of Film and Television Arts (BAFTA). Elle remporte également un prix spécial pour l'ensemble de sa carrière de la BAFTA. Elle est présidente du déjeuner des femmes de l'année  pendant cinq ans et commissaire du millénaire. Elle est présidente du Elizabeth R Commonwealth Broadcasting Fund et gouverneure de la National Film and Television School. Elle est gouverneure du Dulwich College, où sa mère travaillait autrefois et son fils fréquentait.
En 2006, elle reçoit le diplôme honorifique de D.Litt. (Exon) par l'Université d'Exeter pour ses contributions à la vie du Royaume-Uni. Benjamin succède à Robert Alexander comme chancelier de l'Université d'Exeter  et quitte ses fonctions à l'hiver 2016 après dix ans à ce poste . Une statue de Benjamin se trouve à l'extérieur de la guilde des étudiants de l'Université.
En 2008, elle est nommée lieutenant-adjoint du Grand Londres. Dans la liste des distinctions honorifiques de la dissolution 2010, elle est nommée pair [à vie libéral-démocrate, étant créée baronne Benjamin, de Beckenham dans le quartier londonien de Bromley le 26 juin 2010 . En 2010, elle est nommée présidente des gouverneurs de l'Académie de l'île de Sheppey jusqu'à l'expiration de son mandat fin 2011.
Dans la Powerlist 2020, Benjamin figure dans le Top 100 des personnes les plus influentes au Royaume-Uni d'origine africaine/afro-caribéenne au Royaume-Uni . La même année, Benjamin est nommé Dame Commandeur de l'Ordre de l'Empire britannique (DBE) lors des honneurs du Nouvel An 2020 pour services rendus à des œuvres caritatives. Le 12 mars 2020, lors d'une cérémonie d'investiture au palais de Buckingham, elle reçoit le prix du prince Charles .
Lors du couronnement de Charles III le 6 mai 2023, elle est chargée de porter le sceptre à la colombe au cours de la procession dans l'abbatiale de Westminster.

## Activités éducatives et caritatives
L'intérêt de Benjamin pour l'éducation l'a également amenée à siéger à la « Commission 4R »  établie par les libéraux-démocrates pour examiner l'enseignement primaire au Royaume-Uni.
Benjamin est vice-présidente de NCH Action for Children et Barnardo's et fait partie du Temple de la renommée de la NSPCC. Elle court le marathon de Londres pour collecter des fonds pour Barnardo's et la Sickle Cell Society. Elle est ambassadrice culturelle des Jeux olympiques d'été de 2012. En septembre 2011, elle participe à la Great North Run ,. Elle figure dans l'animation de la BBC CBeebies Home Movies de Mama Mirabelle .
Elle est mécène de l'association caritative Beating Bowel Cancer, ayant perdu sa mère à cause de la maladie en 2009.
En octobre 2015, lors d'un entretien avec des enfants migrants, Floella Benjamin déclare que perdre son accent est la clé de son succès et que les élèves migrants devraient faire de même pour éviter le racisme et le harcèlement .